# Anne Bancroft
Anne Bancroft (født 17. september 1931, død 6. juni 2005) var en amerikansk skuespillerinde. Hun var født som Anna Maria Louisa Italiano i Bronx, New York City. Efter flere TV-optrædener under navnet Anne Marno, blev hun bedt om at ændre familienavnet til spillefilmdebuten i 1952 i Brændende læber (engelsk Don't Bother to Knock), der havde Marilyn Monroe i hovedrollen.
I 1958 spillede Anne Bancroft overfor Henry Fonda i Broadway-opsætningen af Two for the Seesaw, en rolle der indbragte hende en Tony Award.
Bancroft havde en række større roller i 1960'erne, herunder i Arthur Penns Helen Kellers triumf (engelsk: The Miracle Worker), der indbragte hende en Oscar for bedste kvindelige hovedrolle og i Bitter frugt (engelsk: The Pumpkin Eater) fra 1964. I 1967 spillede Anne Bancroft rollen som Mrs. Robinson i Mike Nichols' film Fagre voksne verden (engelsk: The Graduate), hvor Bancroft spillede overfor Dustin Hoffman i rollen som Benjamin Braddock. Anne Bancroft blev nomineret til en Oscar for rollen, men modtog dog ikke prisen.
I 1964 giftede Anne Bancroft sig med Mel Brooks.
Anne Bancroft blev nomineret til i alt fem Oscars for bedste kvindelige hovedrolle. Anne Bancroft har en stjerne på Hollywood Walk of Fame.